# NGC 7706
NGC 7706 este o galaxie situată în constelația Peștii. A fost descoperită în 16 octombrie 1827 de către John Herschel. Se află la o distanță de 76,26 de megaparseci de Pământ.